# Mine de Las Bambas
 (mars 2025).
La mine de Las Bambas est une mine de cuivre située au Pérou. Lors de la fusion entre Xstrata et Glencore, le transfert de la mine de Las Bambas a une entreprise chinoise a été une condition par le gouvernement chinois pour accepter cette fusion.